# Enicopus paulinoi
Enicopus paulinoi é uma espécie de insetos coleópteros polífagos pertencente à família Dasytidae.
A autoridade científica da espécie é Bourgeois, tendo sido descrita no ano de 1884.
Trata-se de uma espécie presente no território português.